# Otto Piene
Otto Piene (Bad Laasphe, 18 aprile 1928 – Berlino, 17 luglio 2014) è stato un artista tedesco naturalizzato statunitense, specializzato in arte cinetica e facente parte del collettivo artistico Zero.

## Riconoscimenti
- 2003 – Leonardo da Vinci World Award of Arts[1]